# Aechmea candida
Aechmea candida är en gräsväxtart som beskrevs av Charles Jacques Édouard Morren och John Gilbert Baker. Aechmea candida ingår i släktet Aechmea och familjen Bromeliaceae. Inga underarter finns listade i Catalogue of Life.